# Гросмюрбіш
Гросмюрбіш (нім. Großmürbisch, угор. Alsómedves, хорв. Veliki Medveš) — місто та община на сході Австрії в окрузі Гюссінг у федеральній землі Бургенланд.

## Історія
До 1920 року місто належало до Угорщини, де називалось Альзомедвес. Після Першої світової війни місто відійшло до новоствореної республіки Бургенланд. У 1922 Бургенланд став частиною Австрії.

## Населення
Згідно з переписом 2011 року населення становило 268 осіб. За останніх 120 років чисельність населення зменшилось вдвічі: за даними 1890 року тут проживало 698 осіб.

## Політика
У міську раду входить 11 депутатів. З 2012 року 6 місць займають представники СДПА (Соціал-демократична партія Австрії), 5 місць — АНП (Австрійська народна партія).
Мером міста з 2012 року є Зігфрід Клюкзаріц із СДПА.